# Otto Rubík
Otto Rubík (21. května 1898 Ponětovice – 26. listopadu 1951 Praha) byl český divadelní a filmový herec. 

## Život
Narodil se v rodině železničního dozorce Josefa Rubíka (* 1860) a Františky, rozené Lakvové (* 1866) v Ponětovicích u Brna. V roce 1914 se s rodiči a bratrem přestěhovali do Maloměřic, kam byl otec přeložen, a vychodil měšťanskou školu ve vedlejších Husovicích (oboje dnes součástí Brna). Ve školním roce 1915/16 nastoupil do jednoroční obchodní školy na Obchodním učilišti S. Získala v Brně, studium ale nedokončil, protože v květnu 1916 musel narukovat do první světové války.

### Kariéra
Od roku 1919 byl angažován v činohře Národního divadla v Brně. Roku 1921 nastoupil na návrh O. Ostrčila do angažmá v Národním divadle v Praze, nejprve do operního souboru, záhy však přešel do činohry. V Národním divadle působil dalších třicet let až do své předčasné smrti. Byl oceněn čestným titulem Zasloužilý člen Národního divadla.
Často spolupracoval i s rozhlasem a vystupoval jako recitátor na různých akcích. 
Roku 1922 byl obsazen do němého filmu Adam a Eva, od roku 1929 se pak začal pravidelně objevovat v československých filmových produkcích, většinou v rolích milovníků, ředitelů či statných mužných hrdinů. V roce 1931 se hned dvakrát objevil po boku Vlasty Buriana aj. v komediích režisérů Karla Lamače a Martina Friče To neznáte Hadimršku a On a jeho sestra. Později vytvořil role obdobného charakteru ve filmech režiséra Otakara Vávry (Filosofská historie a další) či filmu Huga Haase z roku 1937 Bílá nemoc (maršálův pobočník). Po válce si ještě zahrál v pěti filmech, naposled v muzikálu Alfréda Radoka Divotvorný klobouk (1952), jehož premiéry se ale již nedočkal.

### Úmrtí
Otto Rubík zemřel 26. listopadu 1951 v Praze ve Vinohradské nemocnici po operaci hltanu ve věku 53 let.

## Filmografie (výběr)
- 1931 – To neznáte Hadimršku, On a jeho sestra
- 1934 – Mazlíček
- 1937 – Bílá nemoc, Filosofská historie, Švanda dudák
- 1938 – Cech panen kutnohorských
- 1941 – Rukavička
- 1945 – Rozina sebranec
- 1946 – 13. revír
- 1947 – Nikola Šuhaj
- 1952 – Divotvorný klobouk